# DAF 55
La Daf 55 est une automobile du constructeur néerlandais DAF. Elle est animée par le mythique « moteur Cléon-Fonte » d'origine Renault, conçu par l'ingénieur René Vuaillat, hérité de la Renault Floride S et de la Renault 8.

## Variantes

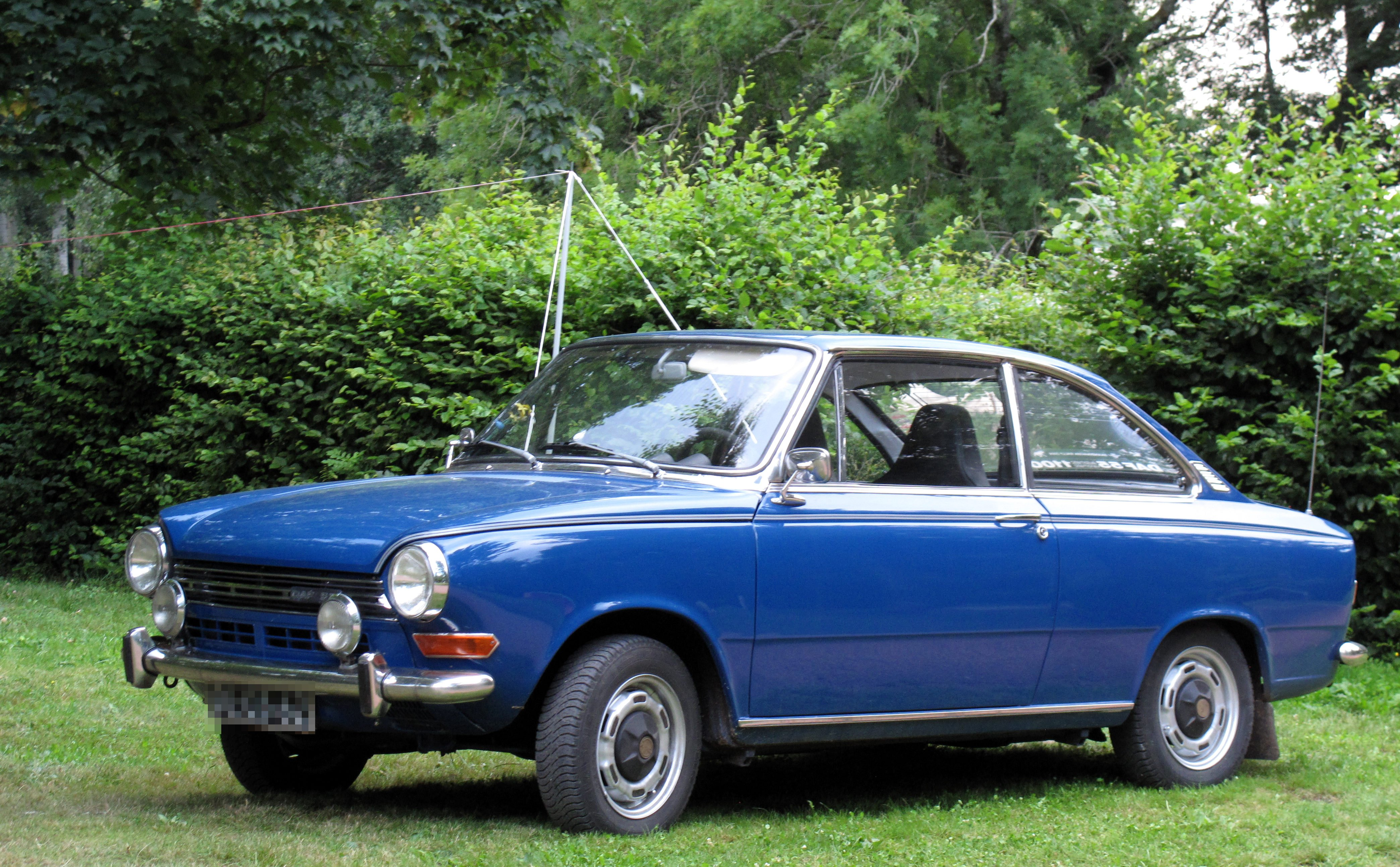
La 55 coupé

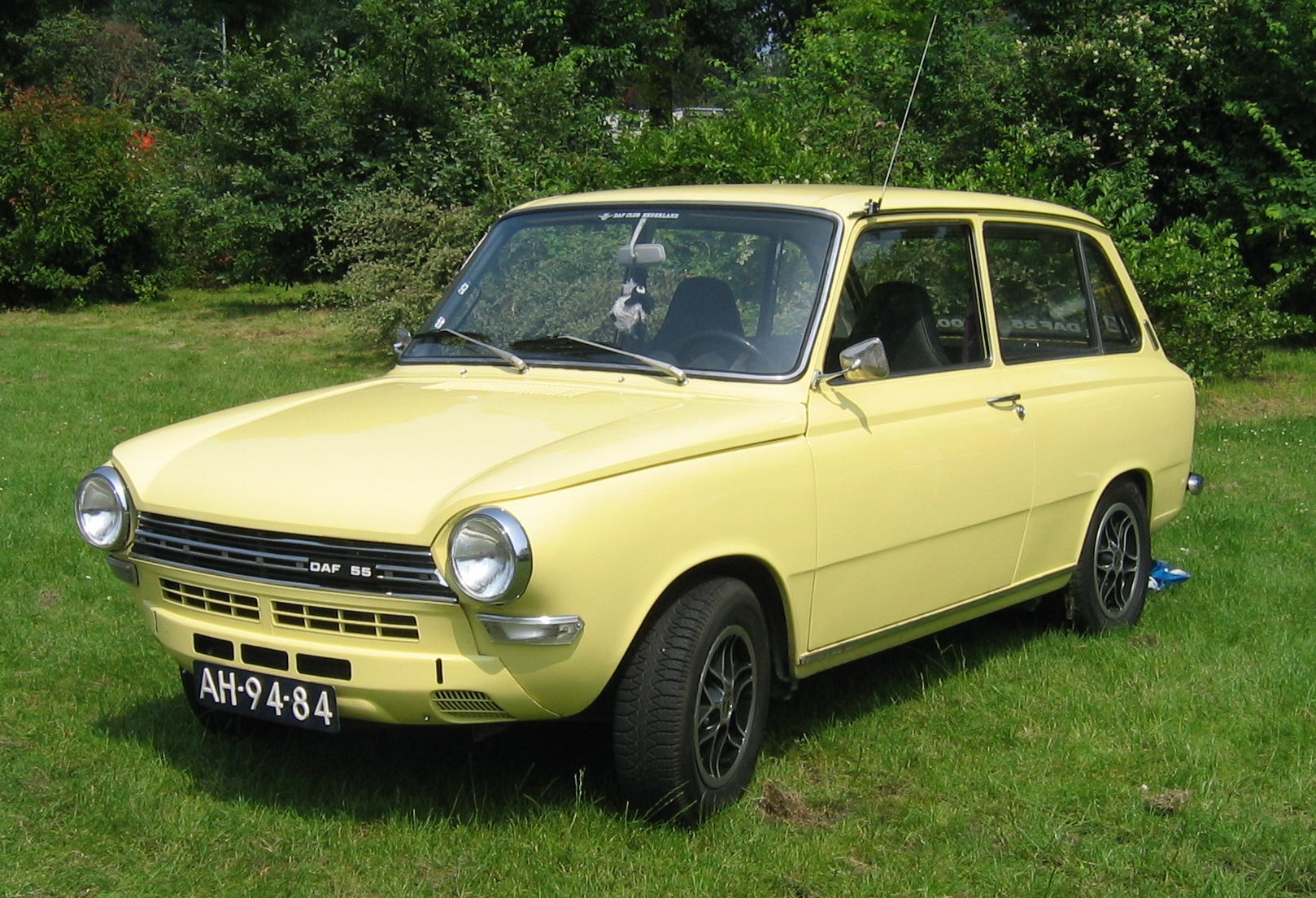
La 55 van

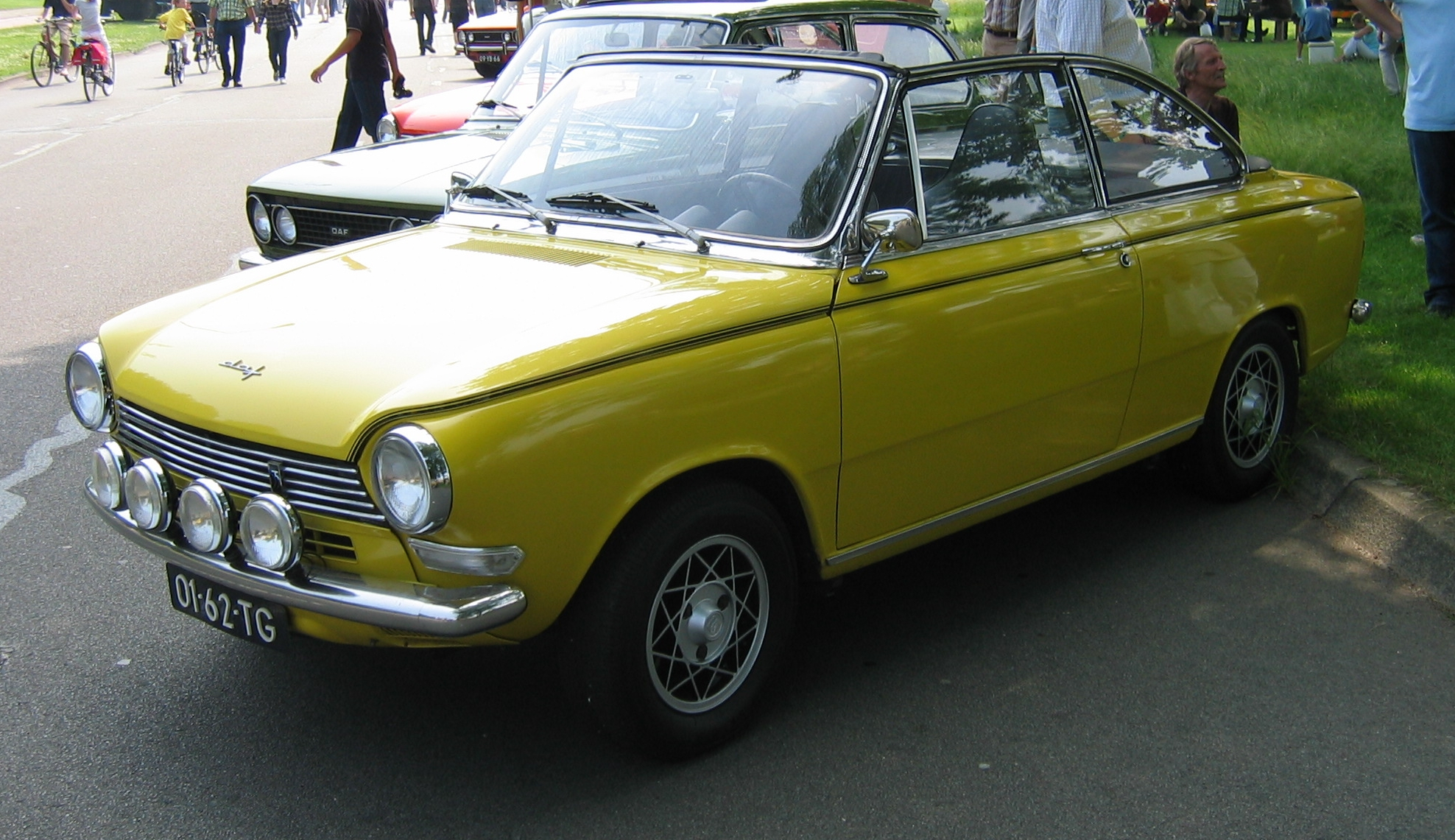
La 55 cabriolet

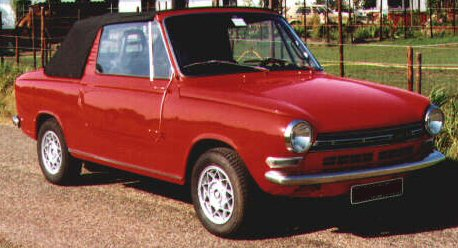
La Havas 55 Beachcomber